# Franz Amrehn
Franz Klemens Amrehn (23. november 1912 i Berlin – 4. oktober 1981 i Vestberlin) var en tysk advokat og politiker (CDU), der var borgmester i Vestberlin fra 30. august 1957 til 3. oktober 1957.
Amrehn blev borgmester efter Otto Suhrs død og besad posten frem til valget af Willy Brandt. Efter at det tre gange ikke lykkedes ham at blive genvlagt, var han fra 20. oktober 1969 til sin død medlem af Bundestag.